# 빌레이카

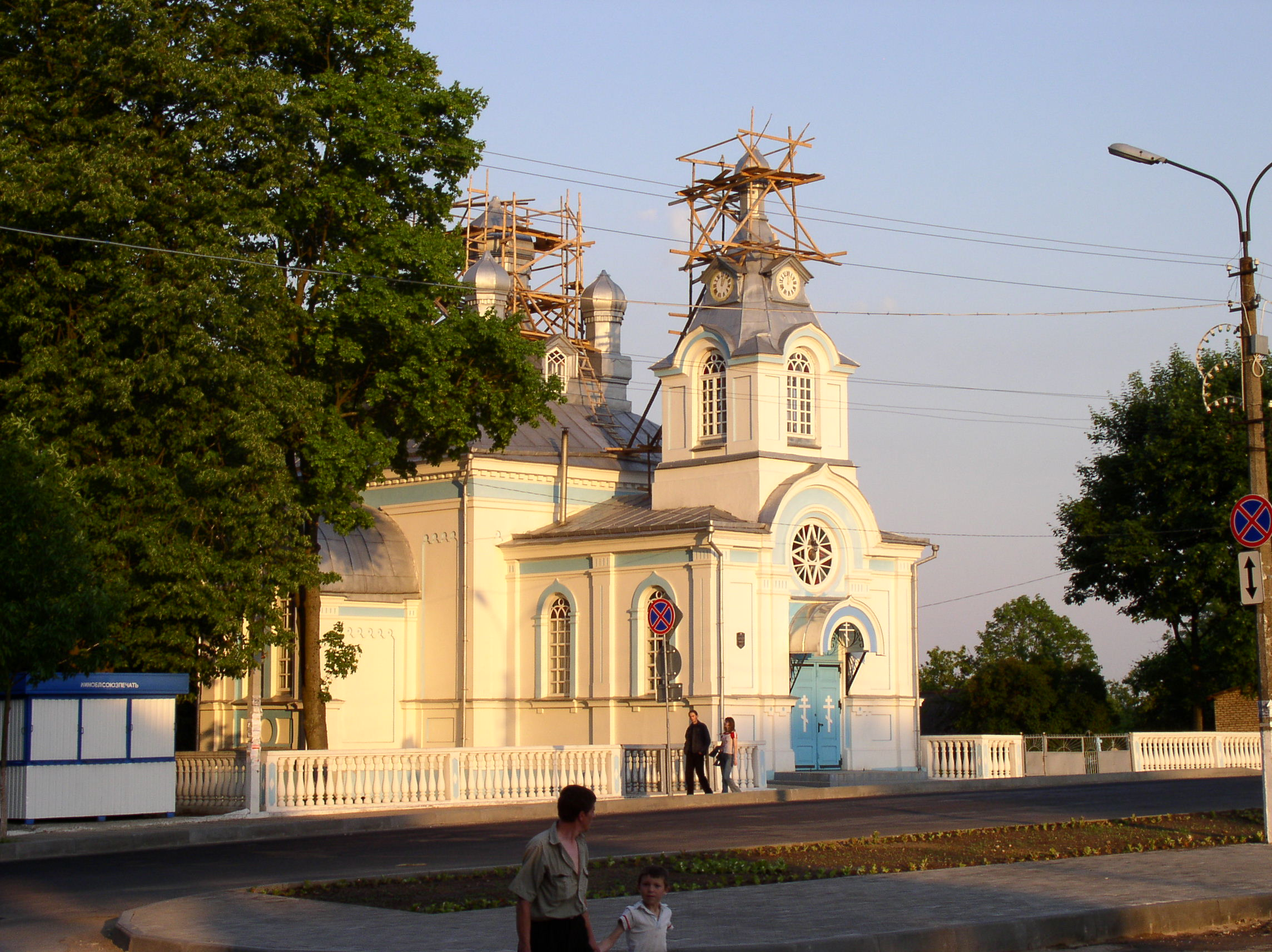
빌레이카 이집트의 마리아 교회

빌레이카(벨라루스어: Вiлейка, 러시아어: Вилейка)는 벨라루스 민스크 주에 위치한 도시로 높이는 183m, 인구는 26,736명(2010년 기준)이다. 민스크에서 북서쪽으로 100km 정도 떨어진 곳에 위치한다.

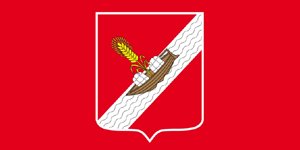
시기
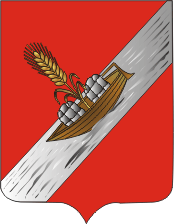
시 문장

## 자매 도시
- 러시아 모자이스크
- 우크라이나 페레야슬라우흐멜니츠키